# Exochus simulans
Exochus simulans là một loài tò vò trong họ Ichneumonidae.